# San Cristóbal (Costa Rica)
San Cristóbal es el distrito número ocho del cantón de Desamparados, de la provincia de San José, en Costa Rica, fundado en el año de 1950.  
El distrito se caracteriza por formar parte de la Zona de los Santos, una serie de valles intermontanos del centro-sur de Costa Rica con alta producción de café. También se caracteriza por ser el lugar en donde fue sepultado el expresidente de Costa Rica, José Figueres Ferrer, y donde hay un Homenaje a los Caídos de Ambos Bandos de la Guerra Civil de 1948.

## Toponimia
El nombre del distrito proviene en honor a Cristóbal de Licia, patrono del distrito de San Cristóbal y de la Iglesia de San Cristóbal Norte, localizada en el centro del distrito.

## Historia
Las primeras ocupaciones recordadas de este territorio fueron por indígenas del antiguo Reino Huetar de Occidente, el cual se encontraba encabezado por el Cacique Garabito. Los indígenas que habitaron esta región fueron los mismos que habitaron la región de Aserrí, sobresaliendo entre ellos el Cacique Accerrí, originario de la tribu Quepoa. 
Los primeros pobladores ubicaron sus casitas a lo largo de un camino que unía San José con Aserrí, y separaron sus propiedades con cercas, ya sea de piedra o árboles naturales, por lo que antiguamente se llamó a esta región Dos Cercas.
En aquella época, Dos Cercas, que era un distrito de San José, se conformaba por los barrios de Patarrá, Salitral (hoy San Antonio), San Felipe (hoy San Miguel), Palo Grande (hoy San Rafael) y El Molino (hoy San Juan de Dios).
En 1821, el caserío Dos Cercas ya tenía gran importancia y se había planificado muy bien sus primeros cuadrantes, de conformidad con las normas que ordenaba la vetusta "Ley de Indias para la formación de cabildos", además de que ya contaba con más población que otros asentamientos como Patarrá, San Antonio, Aserrí y el mismo Curridabat.
En 1841, Desamparados ya era un barrio de San José, y se conformaba por los cuarteles de El Centro, El Molino (hoy San Juan de Dios), Palo Grande (hoy San Rafael), Patarrá, San Antonio y San Felipe (hoy San Miguel).
Durante la Guerra Civil de 1948, San Cristóbal funcionó como centro de refugio y de lucha contra el gobierno de entonces. Además, fue en San Cristóbal donde José Figueres fundó la Sociedad Industrial.
El 4 de noviembre de 1962, se funda el cantón de Desamparados, número tres de la provincia de San José, mediante la Ley de Ordenanzas Municipales.
En 1950, el distrito de San Cristóbal es segregado del distrito de Frailes.

## Ubicación
Se ubica en el sur del cantón y limita al norte con los cantones de El Guarco y Cartago, al oeste con el distrito de Frailes y al sur con los cantones de León Cortés Castro y Dota.

## Geografía
San Cristóbal cuenta con un área de 25,03 km² y una altitud media de 1700 m s. n. m.

## Demografía
Para el año 2022, San Cristóbal cuenta con una población estimada de 4755 habitantes, y para el último censo efectuado, en 2011, San Cristóbal contaba con una población de 3905 habitantes.

## Concejo de distrito
El concejo de distrito de San Cristóbal vigila la actividad municipal y colabora con los respectivos distritos de su cantón. También está llamado a canalizar las necesidades y los intereses del distrito, por medio de la presentación de proyectos específicos ante el Concejo Municipal. El presidente del concejo del distrito es el síndico propietario del partido Liberación Nacional, Emmanuel Eduardo Vega Serrano.
El concejo del distrito se integra por:
| #                       | Partido                       | Nombre                               |
| Síndico propietario     | Síndico propietario           | Síndico propietario                  |
| ----------------------- | ----------------------------- | ------------------------------------ |
| 1                       | Partido Liberación Nacional   | Emmanuel Eduardo Vega Serrano        |
| Concejales propietarios |                               |                                      |
| 2                       | Partido Liberación Nacional   | Julio Venegas Vega                   |
| 3                       | Partido Liberación Nacional   | Karla Jiménez Ortega                 |
| 4                       | Partido Liberación Nacional   | Jorge Luis Tencio Padilla            |
| 5                       | \|Partido Liberal Progresista | Elsa Ilama Camacho                   |
| Concejales suplentes    |                               |                                      |
| 6                       | Partido Liberación Nacional   | Carlos Cordero Valverde              |
| 7                       | Partido Liberación Nacional   | Tatiana de los Ángeles Rivera Robles |
| 8                       | Partido Liberación Nacional   | César Jesús Vega Fallas              |
| 9                       | \|Partido Liberal Progresista | Manuel Ruíz García                   |

## Organización territorial
El distrito de San Cristóbal se conforma por las siguientes comunidades o barrios:
- Barrio Bellavista
- Barrio Cristo Rey
- Barrio La Amistad
- Barrio Linda Vista
- Barrio La Lucha
- Barrio Potrero
- Barrio San Cristóbal Norte
- Barrio San Cristóbal Sur
- Barrio La Sierra

## Cultura

### Educación
Ubicadas propiamente en el distrito de San Cristóbal se encuentran los siguientes centros educativos:
- Escuela San Cristóbal Norte
- Escuela Entrada La Lucha
- Escuela Mixta San Cristóbal Sur
- Colegio Técnico Profesional (C.T.P.) José Figueres Ferrer
- Escuela Cecilia Orlich Figueres

## Transporte

### Carreteras
Al distrito lo atraviesan las siguientes rutas nacionales de carretera:
- Ruta nacional 222
- Ruta nacional 226
- Ruta nacional 406